# East Wallabi Island
East Wallabi Island è un'isola del Wallabi Group, uno dei tre sottogruppi che formano l'Houtman Abrolhos. L'isola, che è disabitata, è situata nell'oceano Indiano al largo della costa dell'Australia Occidentale, nella regione del Mid West. Appartiene alla Local government area della Città di Greater Geraldton.

## Geografia

East Wallabi Island ha una superficie di 3,21 km² e un'altezza massima di 15 m; è la seconda isola per grandezza dell'arcipelago Houtman Abrolhos. Circa 2 km a sud-ovest si trova West Wallabi Island, la più grande isola dell'arcipelago.
East Wallabi ha una forma pressoché circolare con una punta che si allunga a nord-est chiamata Fish Point; nella parte orientale dell'isola c'è una pista d'atterraggio. L'isola è circondata da una barriera corallina sommersa. A sud-sud-ovest, la barriera corallina è abbastanza alta da permettere il guado da un'isola all'altra verso Barge Rock, Turnstone Island, Seagull Island, Oystercatcher Island e West Wallabi. A sud si trovano due piccole isole usate come campo stagionale per la pesca del Panulirus cygnus (una specie di aragosta):
- Pidgeon Island, alla distanza di 1 km da West Wallabi (28°27′18″S 113°43′34″E), con un'area di 4,3 ha.
- Little Pidgeon Island (28°27′42″S 113°43′27″E).

## Storia
Il gruppo Wallabi è conosciuto per il naufragio del vascello Batavia, al cui comando era Francisco Pelsaert, sul Morning Reef vicino a Beacon Island, nel 1629, e il conseguente ammutinamento e massacro che ebbe luogo tra i sopravvissuti. Un gruppo di soldati guidato da Wiebbe Hayes fu inviato sulle isole di West e East Wallabi in cerca di cibo e acqua.